# Kōtetsu (1864)
«Котецу» (Kōtetsu, яп. 甲鉄, досл. «Броненосець») пізніше перейменований на «Адзума» (яп. 東, латиніз.: Azuma, досл. «Схід») був першим броненосцем Імперського флоту Японії.

## Конструкція
Він був спроєктований як паровий таран для дій у мілких водах, водночас ніс також три гармати.

## Історія служби
Корабель побудували у Бордо для Військово-морського флоту Конфедеративних Штатів Америки під ім'ям «Сфінкс», проте його продали Данії після заборони французьким компаніям продавати кораблі Конфедерації у 1863 р. Данці відмовилися прийняти корабель і продали його Конфедерації, яка включила його до складу свого флоту як «Стоунвол» у 1865 р. Проте корабель не дістався до зони бойових дій до їх завершення, команда, дізнавшись про остаточну перемогу противника, здала колоніальній владі Куби в обмін на виплату заборгованості з платні морякам. Пізніше корабель передали США.

### Служба в Японії
Сьогунат Токуґава в Японії купив корабель у Сполучених Штатів у 1867 році та перейменував на «Котецу», але поставка була затримана американцями, поки сили, які підтримували імператора, не встановила контроль над більшою частиною країни, фактично здобувши перемогу у Громадянській війні. Нарешті в березні 1869 року її було передано новому уряду, і броненосець відіграв вирішальну роль у морській битві біля затоки Хакодате в травні, яка ознаменувала кінець війни Босін і завершення військової фази Реставрації Мейдзі.
Перейменований на «Адзума» в 1871 році, броненосець мав другорядну роль в повстання Саги та Тайванському поході в 1874 році. Пізніше того ж року корабель сів на мілину, але його підняли та відремонтували. Під час повстання Сацума через три роки корабель мало використовували. «Адзуму» виключили зі складу флоту 1888 року та був продали на брухт наступного року.